# Małgorzata Tkacz-Janik
Pour les articles homonymes, voir Virlana Tkacz, Tkacz et Janik.
Małgorzata Tkacz-Janik, née le 17 septembre 1965  à Zabrze, est une femme politique et militante féministe polonaise.
De 2010 à 2011, elle copréside les Verts polonais avec Dariusz Szwed. Aux élections locales de 21 novembre 2010 elle a été élue à la diétine régionale de Silésie.